# Union postale universelle
 (novembre 2018).
Si vous disposez d'ouvrages ou d'articles de référence ou si vous connaissez des sites web de qualité traitant du thème abordé ici, merci de compléter l'article en donnant les références utiles à sa vérifiabilité et en les liant à la section « Notes et références ».

Les pays membres en bleu.

L'Union postale universelle (UPU) est une institution spécialisée du système des Nations unies. Son but est de favoriser le bon développement et la coopération des différents systèmes postaux du monde.
D'abord nommée Union générale des postes, elle est la première organisation internationale ayant eu pour but de standardiser les différents systèmes postaux des pays y adhérant. Elle fut créée le 9 octobre 1874, lors de la Conférence internationale de la poste de Berne, la capitale de la Suisse. Avec l'augmentation importante du nombre de ses membres, elle fut rebaptisée l'Union postale universelle en 1878.
Le siège de l'UPU se trouve toujours à Berne. Sa langue officielle est le français ; l'anglais a été ajouté en 1994 comme langue de travail. L'organisation internationale compte aujourd'hui 192 États membres.

## Histoire
Avec la révolution industrielle et la croissance du commerce international, le besoin de communications fiables devint de plus en plus important entre les différents pays. Il fut donc nécessaire de créer un organisme où les différents États pourraient se rencontrer pour fixer les modalités de fonctionnement permettant à leurs systèmes postaux de travailler ensemble. Dès 1841-1842, l'économiste allemand Johann von Herrfeldt évoque dans ses articles une « union postale universelle ».
L'invention du timbre postal faisait dorénavant payer le port par l'expéditeur. Or, pour les expéditions vers l'étranger, seuls des accords bilatéraux existaient. Le calcul des frais de port d'après les pays traversés et les moyens de locomotions employés était donc d'une grande complexité, augmentant le risque de voir le pli ou le colis taxé à sa livraison.

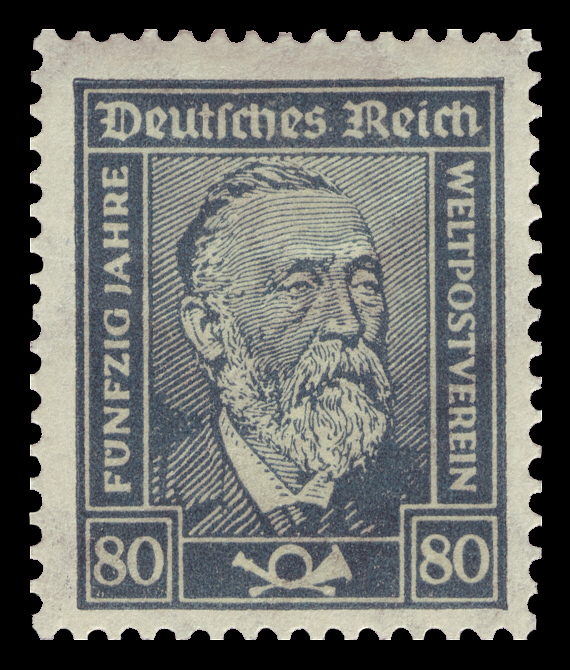
Timbre émis en 1924 pour les 50 ans de l'UPU, portrait de H. von Stephan (1831-1897).

En août 1862, Montgomery Blair, le directeur général de la poste des États-Unis, signale au secrétaire d'État les problèmes rencontrés par les entreprises américaines dans leur courrier et leur commerce avec l'étranger. Blair reçoit l'appui du président Abraham Lincoln, et c'est sous l'impulsion de Blair qu'une conférence internationale, regroupant 15 pays d'Europe et d'Amérique, est organisée à Paris en mai 1863. Elle avait pour but d'établir des modalités de fonctionnement communes et des tarifs postaux plus uniformes et simples à calculer. Malheureusement, aucun accord véritablement applicable ne fut trouvé, même si cette « Première Conférence postale internationale » aboutit à une simplification des tarifs postaux.
Le 15 septembre 1874, Heinrich von Stephan, directeur du service postal de la Confédération de l'Allemagne du Nord, organisa la Conférence internationale de la poste qui avait pour but de créer une union postale internationale. La conférence s'ouvrit à Berne, la capitale de la Suisse, et accueillit les représentants de 22 pays. Il en sortit le Traité de Berne, signé le 9 octobre 1874, qui créa l'Union générale des postes. En raison de l'augmentation du nombre de ses membres, il fut décidé à Paris en 1878 de rebaptiser l'organisation internationale en Union postale universelle. En 1880, la coopération s'étend au colis postal.
En 1919, lors de la fondation de la Société des Nations, la question de rattacher l'UPU à cette organisation se pose, mais l'UPU refuse finalement au motif de préserver son caractère apolitique. En revanche, le 4 juillet 1947, elle signe un accord avec l'ONU et en devient ainsi l'une des institutions spécialisées.
En octobre 2018, les États-Unis annoncent le lancement d'une procédure d'un an pour quitter l'Union postale universelle, ce dans un contexte de guerre commerciale avec la Chine, et pour protester contre les organismes onusiens,. Ils obtiennent finalement un compromis en septembre 2019 et décident de demeurer membre de l'UPU, la Chine ayant accepté une augmentation des tarifs postaux.

## Organisation

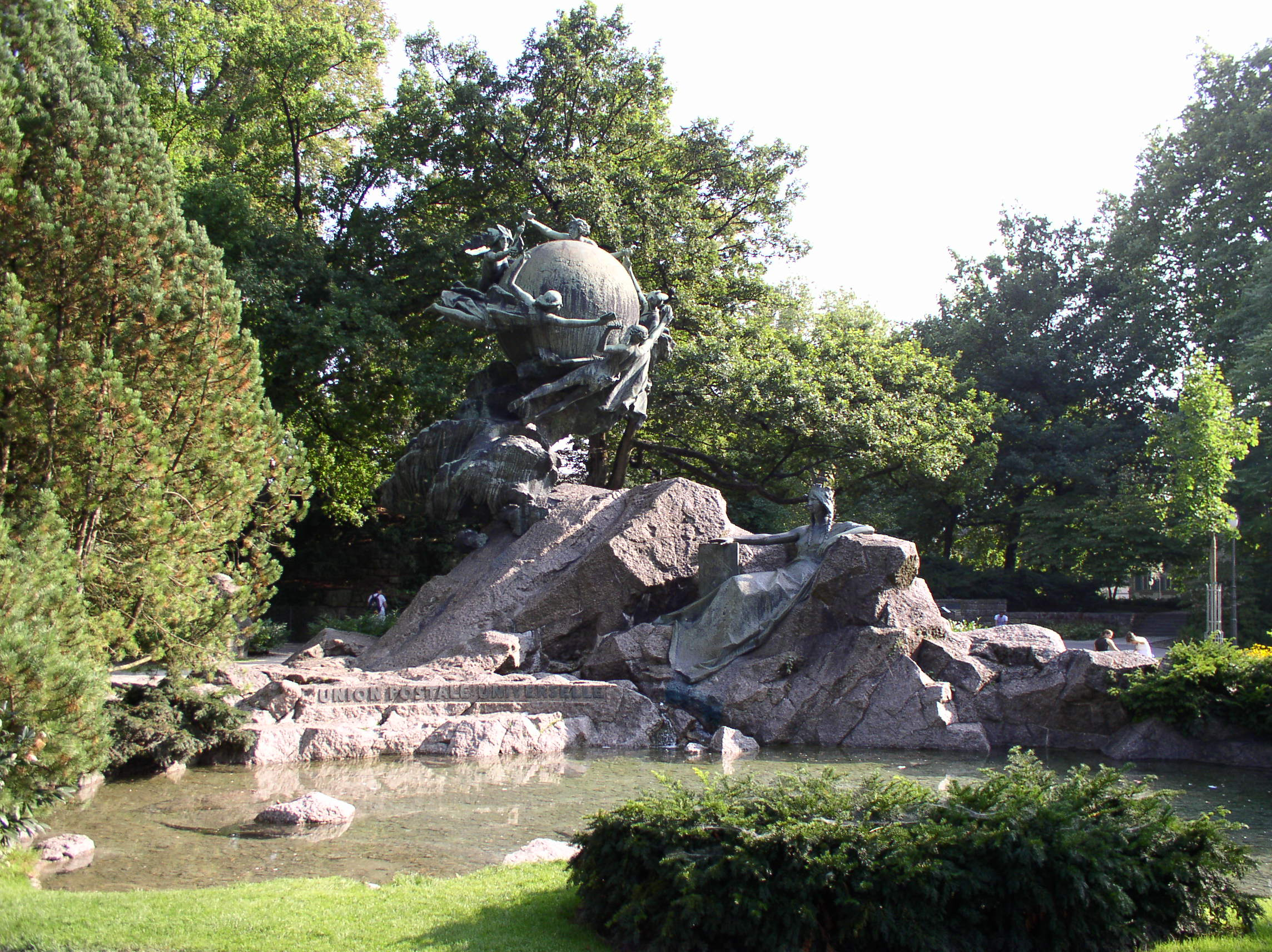
Le monument de l'UPU (Weltpostdenkmal), à Berne, est dû à René de Saint-Marceaux et a inspiré le logo de l'organisation.

L'UPU est composé de différents organes :
- le Congrès postal universel : c'est l'autorité suprême de l'UPU. Le Congrès se réunit tous les 4 ans et est composé de tous les plénipotentiaires des États membres. Il fixe les grands axes de travail pour les 4 ans à venir, ainsi que le budget de l'organisation ;
- le Conseil d'administration (CA) : il supervise les activités de l'UPU et examine les différentes questions relatives au bon fonctionnement général de l'organisation. Il se réunit tous les ans. Il est composé des représentants de 41 États membres, plus le président du CA ;
- le Conseil d'exploitation postale (CEP) : il est chargé de toutes les questions techniques. Il est composé des représentants de 40 États membres élus par le Congrès ;
- le Bureau international : c'est le secrétariat de l'UPU. Il apporte un soutien logistique aux différents organes de l'UPU. Certains des 150 employés permanents du Bureau peuvent également servir de conseillers auprès des États membres de l'organisation ;
- les Unions restreintes : ce sont des Unions qui se réunissent, au besoin, pour traiter des questions de coopération entre différents pays géographiquement ou culturellement proches. Il y a au total 18 Unions restreintes :
  - Association des opérateurs des postes et télécommunications des pays et territoires de langue officielle portugaise (AICEP)
  - Association des opérateurs postaux publics européens (PostEurop)
  - Commission arabe permanente des postes (CAPP)
  - Commission des services financiers postaux européens (CSFPE)
  - Communauté régionale des postes et télécommunications (CRPT)
  - Conférence des administrations des postes et télécommunications de l'Afrique centrale (CAPTAC)
  - Conférence européenne des administrations des postes et télécommunications (CEPT)
  - Conférence des Postes des États de l'Afrique de l'Ouest (CPEAO)
  - Union africaine des postes et télécommunications (UAPT)
  - Union panafricaine des postes (UPAP)
  - Union postale africaine (UPAf)
  - Union postale balte (UPB)
  - Union postale des Caraïbes (UPC)
  - Union postale de l'Asie et du Pacifique (APPU)
  - Union postale pour la Méditerranée (UPMed)
  - Union postale des Amériques, de l'Espagne et du Portugal (UPAEP)
  - Union postale des pays du Nord (UPPN)
  - Union postale du Sud et de l'Ouest de l'Asie (UPSOA).

## Pays membres et financement
Confrontée à une crise de financement des organisations internationales, l'UPU a décidé depuis 1992 de pratiquer la politique de la croissance zéro. Depuis cette date, la croissance du budget voté par le congrès doit être égale ou inférieure à l'inflation mondiale. Ce budget est de 37 millions de francs suisses[Quand ?].
 Le 3 février 1981, le Bureau philatélique de Tuvalu intègre la liste des pays membres.

## Relations avec les autres organisations internationales
Afin de permettre une bonne efficacité, l'UPU entretient des relations étroites avec plusieurs organisations internationales qui sont :
- l'Association internationale du transport aérien (IATA)
- la Banque mondiale
- Interpol
- l'Organe international de contrôle des stupéfiants (OICS)
- l'Organisation de l'aviation civile internationale (OACI)
- l'Organisation internationale du travail (OIT)
- l'Organisation mondiale du commerce (OMC)
- l'Organisation internationale de normalisation (ISO)
- l'Organisation mondiale des douanes (OMD)
- le Programme des Nations unies pour le développement (PNUD)
- le Programme des Nations unies pour l'environnement (PNUE)
- l'Union internationale des télécommunications (UIT)